# Cololejeunea fadenii
Cololejeunea fadenii là một loài Rêu trong họ Lejeuneaceae. Loài này được Pocs mô tả khoa học đầu tiên năm 1975.